# Anthurium bonplandii
Anthurium bonplandii är en kallaväxtart som beskrevs av George Sydney Bunting. Anthurium bonplandii ingår i släktet Anthurium och familjen kallaväxter.

## Underarter
Arten delas in i följande underarter:
- A. b. bonplandii
- A. b. guayanum